# Hermonassa oxyspila
Hermonassa oxyspila là một loài bướm đêm trong họ Noctuidae.